# Drachenbach
Der Drachenbach ist ein rund 300 Meter langer Wasserlauf im südpfälzischen Wasgau und ein linker Zufluss des Geiersteinbachs, der im rheinland-Pfälzischen Landkreis Südwestpfalz verläuft.

## Geographie

### Verlauf

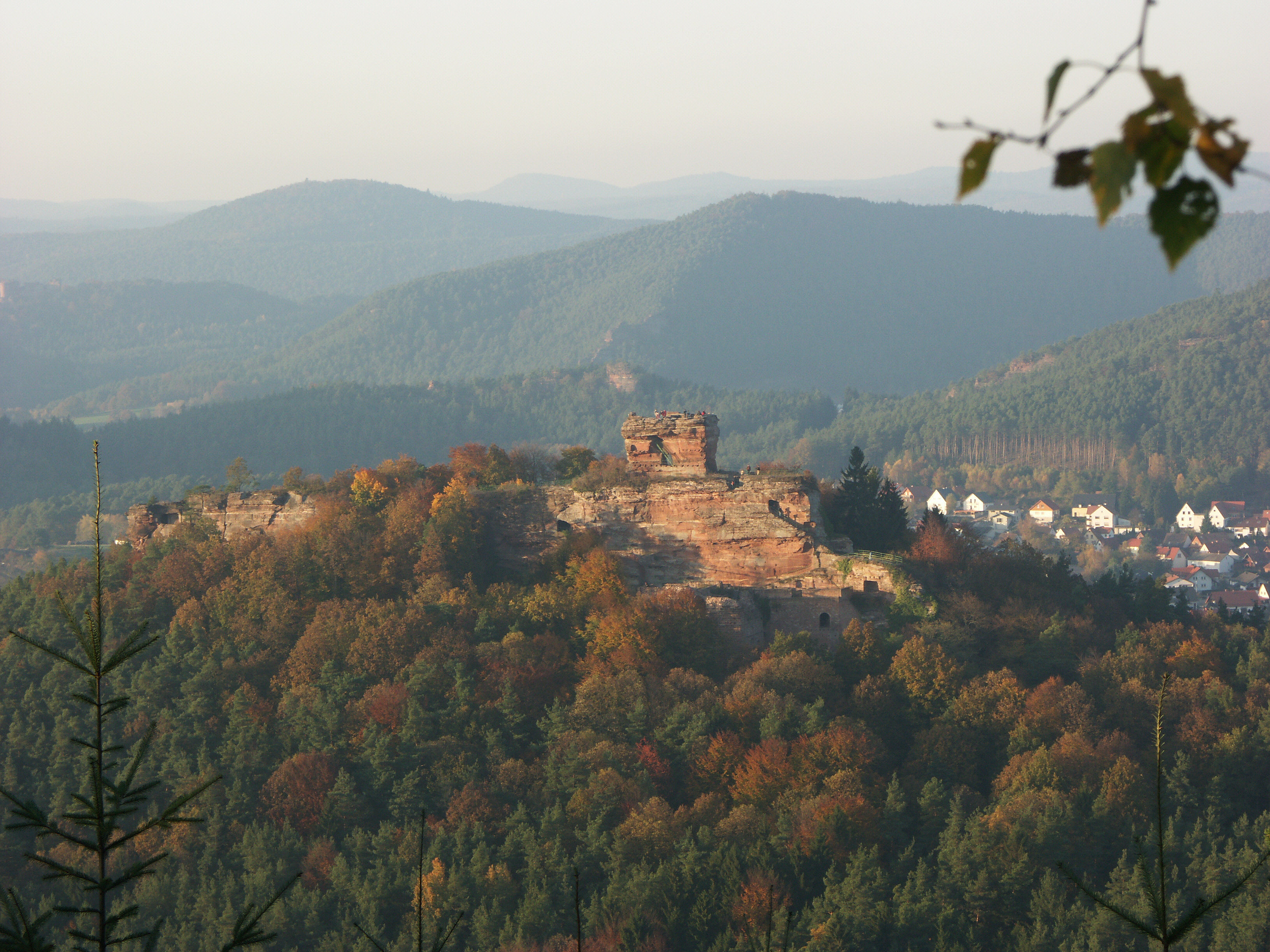
Die Burgruine Drachenfels

Der Drachenbach entspringt im Wasgau auf einer Höhe von 225 m ü. NHN in einer Wiese direkt an der Gemeindegrenze zwischen Bruchweiler-Bärenbach und Busenberg. Die Quelle liegt am westlichen Fuße des  340,5 m ü. NHN hohen Bergs, auf dem  die Ruine der Burg Drachenfels auf einem 150 Meter langen gleichnamigen Sandsteinfelsen steht.
Das Bächlein fließt in der Flur Schuler-Wiesen in einem Grünstreifen, der rechts und links von Nadelwald gesäumt ist, in nördlicher Richtung an der Gemeindegrenze entlang.
Es unterquert noch einen Wirtschaftsweg, durchfließt kurz danach einen kleinen Teich  und mündet schließlich auf einer Höhe von 218 m ü. NHN von Süden und links in den aus dem Ost-Nordosten kommenden Geiersteinbach.
Der 298 Meter lange Lauf des Drachenbachs endet ungefähr sieben Höhenmeter unterhalb seiner Quelle, er hat somit ein mittleres Sohlgefälle von etwa 23 ‰.

### Einzugsgebiet
Das 1,963 km² große Einzugsgebiet des Drachenbachs liegt im Dahner Felsenland und wird durch ihn über den Geiersteinbach, die Lauter und den Rhein zur Nordsee entwässert.
Das Einzugsgebiet ist fast vollständig bewaldet. Die höchste Erhebung ist der im Süden gelegene Jüngstberg mit einer Höhe von 491,1 m ü. NHN.